# Gravina in Puglia
Gravina in Puglia község (comune) Olaszország Puglia régiójában, Bari megyében.

## Fekvése
Baritól délnyugatra, a Murgia-fennsíkon fekszik.

## Története
A várost görög telepesek alapították. A rómaiak i. e. 305-ben a szamnisz háborúk idején foglalták el. A Via Appia, mely összekötötte Rómát Brindisivel áthaladt a városon. A Római Birodalom bukása után a bizánciak, longobárdok, majd az észak-afrikai szaracénok birtoka lett. A 11. században a normannok foglalták el és a Szicíliai Királysághoz csatolták. A 14-18. században az Orsini nemesi család hűbérbirtoka volt. Itt született 1649-ben Pietro Francesco Orsini, a későbbi XIII. Benedek pápa. A második világháború során súlyos bombatámadások érték.

## Népessége
A népesség számának alakulása:

## Főbb látnivalói
- a 11-12. században a normannok által épített román stílusú katedrális
- a 15-16. században épült San Francesco-templom
- a Sant’Agostino-templom
- a barokk Madonna delle Grazie-templom
- a reneszánsz San Sebastiano-templom
- 10. századi tufába vájt barlangtemplomok (Chiese rupestri)
- római kőhíd